# Comuna de Człuchów
Człuchów (polaco: Gmina Człuchów) é uma gminy (comuna) na Polónia, na voivodia de Pomerânia e no condado de Człuchowski. A sede do condado é a cidade de Człuchów.
De acordo com os censos de 2005, a comuna tem 10 134 habitantes, com uma densidade 28 hab/km².

## Área
Estende-se por uma área de 361,65 km², incluindo:
- área agricola: 55%
- área florestal: 36%

## Demografia
Dados de 30 de Junho 2005:
|                      | Total   | Total | Mulheres | Mulheres | Homens  | Homens |
| -------------------- | ------- | ----- | -------- | -------- | ------- | ------ |
|                      | pessoas | %     | pessoas  | %        | pessoas | %      |
| População            | 10 134  | 100   | 4957     | 48,9     | 5177    | 51,1   |
| Densidade (pop./km²) | 28      | 100   | 13,7     | 13,7     | 14,3    | 14,3   |

De acordo com dados de 2002, o rendimento médio per capita ascendia a 1274,91 zł.

## Comunas vizinhas
- Chojnice, Czarne, Człuchów, Debrzno, Kamień Krajeński, Konarzyny, Przechlewo, Rzeczenica